# Welyka Snamjanka
Welyka Snamjanka (ukrainisch Велика Знам'янка; russisch Великая Знаменка Welikaja Snamenka) ist ein Dorf im Westen der ukrainischen Oblast Saporischschja mit etwa 9000 Einwohnern.
Das 1786 gegründete Dorf liegt im Rajon Wassyliwka an der Mündung der 85 km langen Biloserka in den zum Kachowkaer Stausee angestauten Dnepr.
Das ehemalige Rajonzentrum Kamjanka-Dniprowska liegt gegenüber der Biloserkamündung und ist über die Territorialstraße T–08–04 nach 11 km in nordöstliche Richtung zu erreichen. Das Oblastzentrum Saporischschja liegt 135 km nordöstlich von Welyka Snamjanka.
Welyka Snamjanka ist das administrative Zentrum der gleichnamigen Landratsgemeinde, zu der noch das Dorf Nowooleksijiwka (Новоолексіївка ⊙) mit etwa 80 Einwohnern gehört.
Am 13. Oktober 2016 wurde das Dorf ein Teil der neugegründeten Stadtgemeinde Kamjanka-Dniprowska, bis dahin bildete sie die gleichnamige Landratsgemeinde Welyka Snamjanka (Великознам'янська сільська рада/Welykosnamjanska silska rada) im Nordwesten des Rajons Kamjanka-Dniprowska.
Seit dem 17. Juli 2020 ist sie ein Teil des Rajons Wassyliwka.

## Persönlichkeiten
- Der ukrainische Mathematiker Samuil Ossipowitsch Schatunowski (1859–1929) kam am 25. März 1859 im Dorf zur Welt.